# Juan Rodríguez Cabezudo

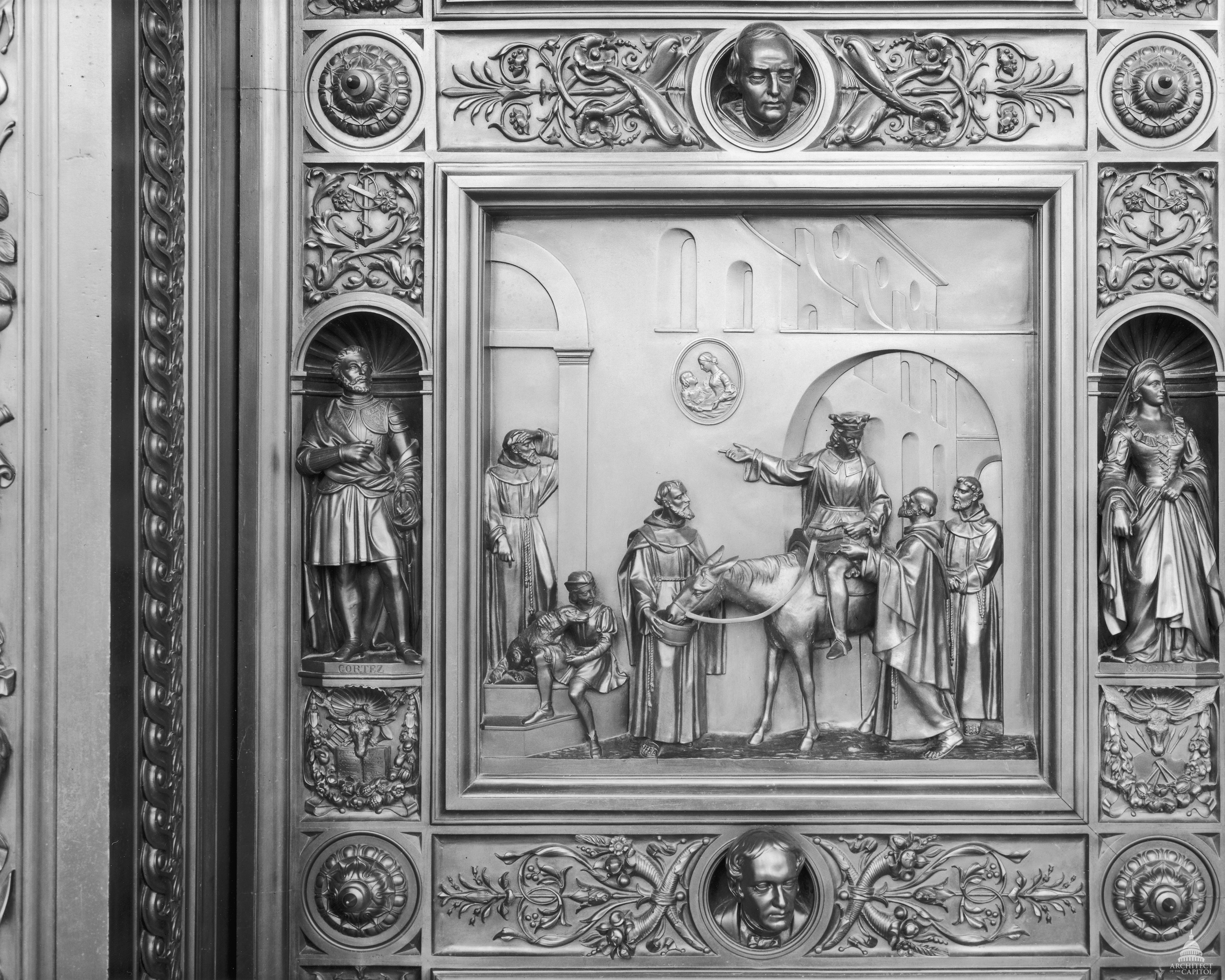
Salida de Colón con la mula de Cabezudo (Puertas Capitolio).

Juan Rodríguez Cabezudo (Moguer (Huelva); 1463 - ?). Fue testigo en los pleitos colombinos y uno de los principales apoyos de Cristóbal Colón en Moguer.

## Biografía
El hacendado Juan Rodríguez Cabezudo tenía 22 años cuando conoció a Colón. Entre los amigos que Cristóbal Colón tenía en Moguer, Cabezudo era sin duda un caso especial; él fue quien le proporcionó la cabalgadura para que Cristóbal Colón y fray Juan Pérez, se trasladara desde el Monasterio de La Rábida a la corte para exponer a los reyes católicos el plan de viaje del genovés y allanarle el camino para un posterior encuentro.
Entre Cristóbal Colón y Juan Rodríguez Cabezudo existió una verdadera amistad como se comprueba por el hecho de que el Almirante confía a éste y al clérigo Martín Sánchez la custodia de su hijo Diego, los cuales se encargarían, días después de la partida de las naves, de llevarlo a la ciudad de Córdoba, donde se encontraba su hermano pequeño Hernando. Volvió a encontrarse con él a su regreso del viaje descubridor dispensándole un trato especial, en cierta medida, de agradecimiento por el apoyo que le había prestado en momentos de extrema dificultad y rechazo por parte de los lugareños. 
De él sabemos que tuvo relación con los dos primeros Colones y que algunos de sus descendientes se afincaron en América. Ese fue el caso de su homónimo Juan Rodríguez Cabezudo, natural de Moguer, hijo de Antonia Hernández y Pedro Rodríguez Cabezudo, que se estableció en la ciudad de Guajocingo, en Nueva España, donde residió y tuvo sus negocios un largo período, entre 1582 y 1596, según se constata en las fuentes documentales coetáneas al personaje.
Fue testigo en los pleitos colombinos, como la mayoría de los informantes. Cabezudo fue testigo de vista de los preparativos y salida de la armadilla, y declaró en 1515 a las preguntas formuladas:

" …sabe que puede haber veinte y dos años vido al dicho almirante viejo  en esta villa de Moguer, andando y negoçiando de yr a descubrir las Yndias con vn fraile de San Francisco, que andava con el dicho almirante, é que á este testigo le demandó una mula, en que fue el dicho fraile á la corte á negociar, y se la dio"

" …sabe quel año de noventa e dos partió el dicho don Cristóbal Colón desta villa e de la villa de Palos…"

" …muchas personas hazían  burla del dicho almirante de la empresa que tomava en  yr a descobrir las dichas Yndias e se reían dello e aun culpavan a este testigo porque avía dado la mula e que públicamente hazian burla del e tenyan por vana su empresa…"

" ... entraron dentro de la carabela donde el dicho almirante venía e les motró el dicho almirante carátulas de oro que traía de las dichas Yndias e seys o siete yndios que traía de allá e con un cuchillo quitó el dicho almirante un poco de oro a vn indio e se lo dio  ... "
Archivo General de Indias, Signatura: PATRONATO,12,N.2,R.3 (fls. 33v-34r.)